# Graniczna Placówka Kontrolna Olszyna

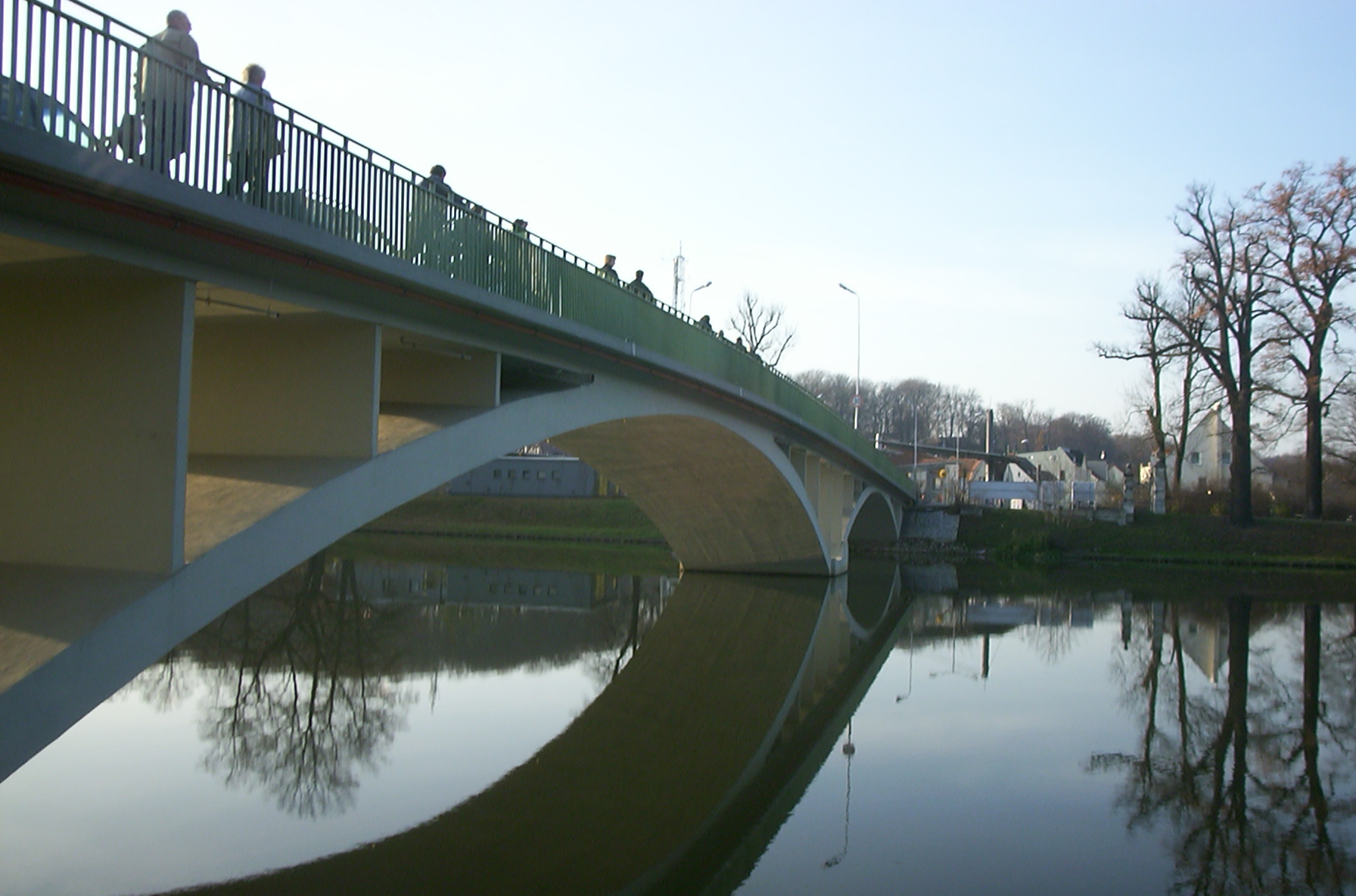
Most graniczny Łęknica-Bad Muskau (listopad 2006)

Graniczna Placówka Kontrolna Kleinbademeisel/Olszyna – nieistniejący obecnie pododdział Wojsk Ochrony Pogranicza wykonujący kontrolę graniczną osób, towarów i środków transportu bezpośrednio w przejściach granicznych na granicy granicy z Niemiecką Republiką Demokratyczną/Republiką Federalną Niemiec.
Graniczna Placówka Kontrolna Straży Granicznej w Olszynie – nieistniejąca obecnie graniczna jednostka organizacyjna Straży Granicznej wykonująca kontrolę graniczną osób, towarów i środków transportu bezpośrednio w przejściach granicznych na granicy z granicy państwowej z Republiką Federalną Niemiec.

## Formowanie i zmiany organizacyjne
Wcześniej występowała pod nazwą Przejściowy Punkt Kontrolny Kleinbademeisel (PPK Kleinbademeisel).
Do końca 1954 Graniczna Placówka Kontrolna Olszyna (GPK Olszyna) pod względem operacyjnym podporządkowane było bezpośrednio pod sztab 9 Brygady WOP w Krośnie Odrzańskim, a pod względem zaopatrzenia kwatermistrzowskiego przydzielone było do 30 batalionu Ochrony Pogranicza, 1 stycznia 1955 roku 91 batalionu WOP w Tuplicach. 
W 1955 rozformowana została GPK Olszyna, a przejście graniczne podporządkowano stacjonującym w tych miejscowościach strażnicom. W związku z tym na strażnicy WOP Olszyna utworzono nowy etat zastępcy dowódcy strażnicy do spraw KRG.
Graniczna Placówka Kontrolna Olszyna została utworzona w 1974  i podlegała bezpośrednio pod sztab Lubuskiej Brygady WOP w Krośnie Odrzańskim. Po rozformowaniu Lubuskiej Brygady WOP, 1 listopada 1989 GPK Olszyna została włączona w struktury Łużyckiej Brygady WOP w Lubaniu Śląskim i tak funkcjonowała do 15 maja 1991 .
Straż Graniczna:

Po rozwiązaniu Wojsk Ochrony Pogranicza, 16 maja 1991 Graniczna Placówka Kontrolna Olszyna weszła w podporządkowanie Lubuskiego Oddziału Straży Granicznej i przyjęła nazwę Graniczna Placówka Kontrolna Straży Granicznej w Olszynie.
W ramach reorganizacji struktur Straży Granicznej związanej z przygotowaniem Polski do wstąpienia, do Unii Europejskiej i  przystąpieniem do Traktatu z Schengen. Podczas restrukturyzacji wprowadzono kompleksową ochronę granicy już na najniższym szczeblu organizacyjnym tj. strażnica i graniczna placówka kontrolna. Wprowadzona całościowa ochrona granicy zniosła podział na graniczne jednostki organizacyjne ochraniające tylko tzw. „zieloną granicę” i prowadzące tylko kontrole ruchu granicznego. W wyniku tego 2 stycznia 2003 w skład granicznej placówki kontrolnej Straży Granicznej kategorii I w Olszynie weszły: strażnica SG w Łęknicy, strażnica SG w Tuplicach i strażnica SG w Zasiekach.
Od początku 2003 GPK SG w Olszynie dodatkowo użytkowała budynek przy ul. Świerczewskiego 1 w Tuplicach, w którym mieścił się jeden z pionów gpk, pomieszczenia dla osób zatrzymanych oraz magazyny depozytowe.
Graniczna Placówka Kontrolna Straży Granicznej w Olszynie pod tą nazwą funkcjonowała do 23 sierpnia 2005 i 24 sierpnia 2005, kiedy to została przekształcona na Placówkę Straży Granicznej w Olszynie (PSG w Olszynie).

## Podległe przejścia graniczne
- Łęknica-Bad Muskau – drogowe
- Olszyna-Forst – drogowe
- Zasieki-Forst – kolejowe.

## Dowódcy/komendanci granicznej placówki kontrolnej
- st. sierż. Józef Bortkiewicz (był w 1951)
- ppor. Jan Tomaszewski (?–1952)
- ppor. Edward Kusiak (1952–1953)
- ppor. Mieczysław Solis (1954–1954)
- ppłk Antoni Włodarczyk (był w 1980)[5]
- ppłk Jerzy Piwowarski[5].

Komendanci SG:
- ppłk SG Bogusław Bazylak (2002–23.08.2005) – do przekształcenia[6].